# Radiokanal
En radiokanal er normalt et mindre frekvensinterval, som anvendes til analog eller digital radiofoni. En radiokanal anvendes som en kommunikationskanal.
En radiokanal er resultatet af en opdeling af et transmissionsmedium, så mediet kan anvendes til at sende mange samtidige uafhængige informationsstrømme på hver sin kanal. For eksempel, kan en radiostation sende på 96,1 MHz mens en anden radiostation kan sende på 94,5 MHz. I dette tilfælde, er mediet blevet opdelt efter frekvens og hver kanal har en separat frekvens at sende på. Alternativt kunne man tildele hver kanal en gentagent tidssegment over hvilken der sendes — dette er kendt som time-division multiplexing og anvendes sommetider i digital kommunikation som fx mobiltelefoni.
For medier der er frekvensopdelte, er måden en senders udsendte frekvensinterval håndhæves på – og en modtager netop kun bringes til at lytte til den rigtige kanal (frekvensinterval), er ved hjælp af analoge filtre eller digitale filtre.
Begrebet benyttes i daglig tale ofte til at beskrive den radiostation, man kan høre på kanalen. For eksempel: "P3 er en god radiokanal."